# 蘇萊曼沙阿陵
蘇萊曼沙阿陵（土耳其語：Süleyman Şah Türbesi）是鄂圖曼帝國傳說中帝國奠基者奥斯曼一世祖父蘇萊曼沙阿的安葬地點。1236年以前的墓地位於現今叙利亚拉卡省的賈比爾城堡，此後陵寢因興建水壩與戰亂等因素而兩度遷移至不同的位置。
根據1923年簽訂的洛桑條約，鄂圖曼帝國瓦解成土耳其、敘利亞和其他國家，惟位於敘利亞境內的蘇萊曼沙阿陵主權仍是歸屬於土耳其的國土。
1973年，賈比爾城堡周圍的土地因塔布卡水壩修建而被新形成的阿薩德湖淹沒，土耳其和敘利亞兩國為此訂定協議，將墳墓從原址向北移動85公里至距離土耳其邊境27公里位於幼发拉底河畔的新地點。
2015年初，在叙利亚内战期間，土耳其政府單方面將受到戰火威脅的陵墓再次移至敘利亞北部邊境的阿什姆村一帶，該地位於科巴尼以西22公里處，並僅距土耳其國境約180公尺，陵寢駐有大約40名的土耳其軍人負責駐守。土耳其政府對外表示此次搬遷僅是暫時性的措施，並不對墓地的現狀構成任何改變。

## 蘇萊曼沙阿
根據部分鄂圖曼帝國王室族譜中的說法，蘇萊曼沙阿被認為是鄂圖曼王朝創始人奥斯曼一世的祖父。傳說中蘇萊曼沙阿在一次橫渡位於現今敘利亞拉卡省賈比爾城堡附近的幼發拉底河時，意外落入河中溺斃，被埋葬在城堡旁的墓穴裡。

## 陵墓的主權歸屬

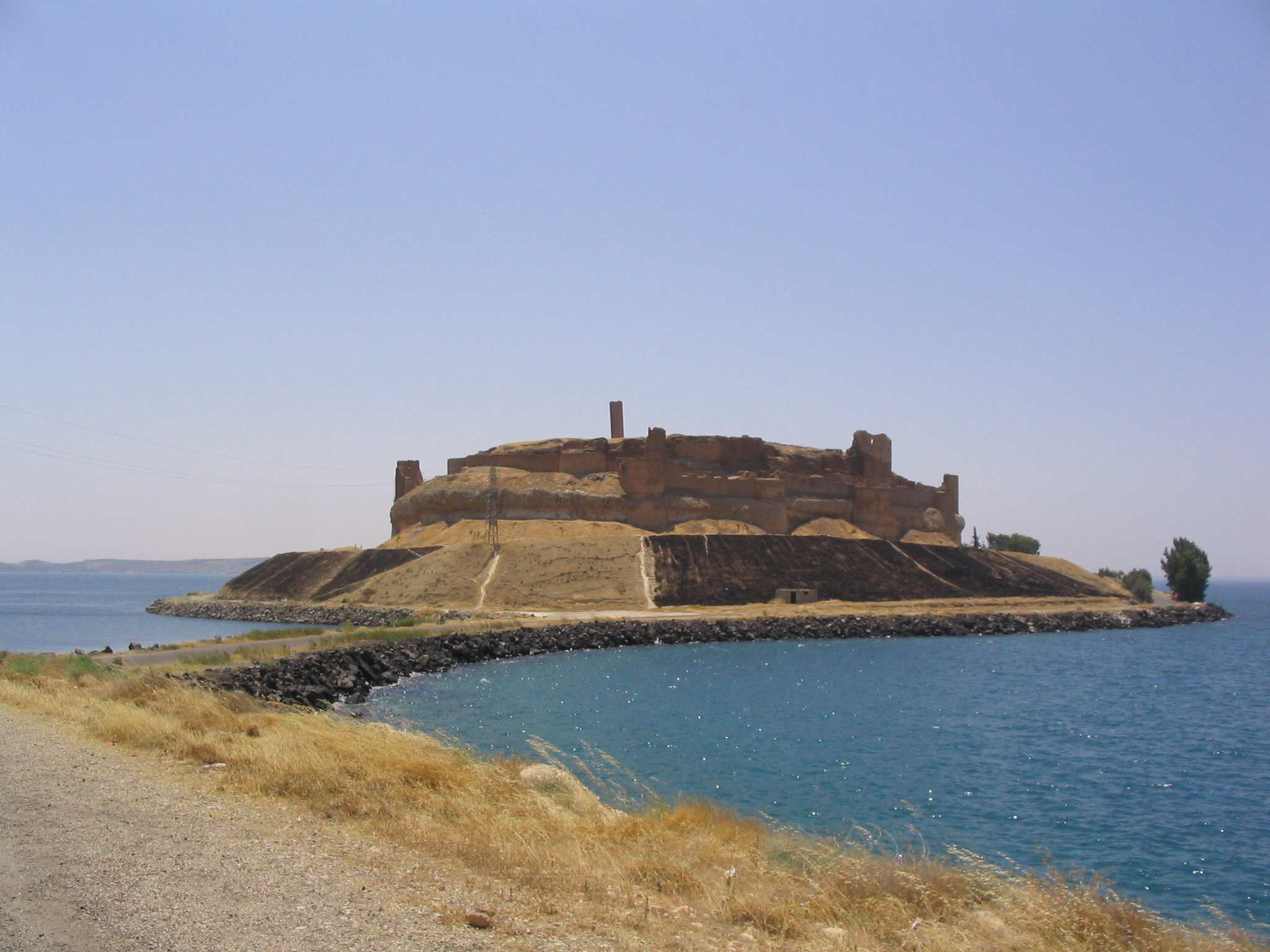
賈比爾城堡原建立在得以俯瞰幼發拉底河的山丘上，1973年城堡周圍的低漥地區被塔布卡水壩完工後新形成的阿薩德湖所淹沒，城堡旁的蘇萊曼沙阿陵原址亦被上升的水位蓋過，在土耳其與敘利亞兩國政府的磋商下，雙方同意將陵墓向北遷移至距離土耳其邊境27公里的新地點安置。

依據法国和土耳其政府於1921年簽署的安卡拉條約第9條規定，第一處蘇萊曼沙阿陵的墓址被明訂為歸屬土耳其的國土，土耳其政府可以派遣人員保護陵墓的安全，並得在墓地升起土耳其的國旗，條約簽訂後土耳其當局象徵性地派駐11名士兵守衛陵寢。
2003年土耳其與叙利亚政府雙方簽屬有關蘇萊曼沙阿墓第二處墓址的相關協定，協議中賦予土耳其經由敘利亞領土進入陵墓的通行權，以方便土耳其派員對陵寢進行修繕與維護。自2014年以來，土耳其官方似乎認定第二處陵墓地點周圍的土地是主權屬於土耳其的領土。土耳其當局亦要求參訪墓地的訪客攜帶護照。但是，迄今包括敘利亞在內仍未有任何國家公開支持土耳其政府的主張。
敘利亞的立場則認為，土耳其政府在陵寢第一次遷移後便已經放棄了原先對墓址主權的任何權利，2015年2月土耳其單方面再度將陵墓搬遷至第三處新地點更違反了安卡拉條約中的有關規定。

### 第一次搬遷
1973年，塔布卡水壩完工後形成新的湖泊阿薩德湖，賈比爾城堡周遭的區域以及墓地的位置皆被上升的水位淹沒。
土耳其和敘利亞之間為此達成協議，雙方同意將陵墓搬遷至舊址北方大約85公里處的新地點，第二處新墓地同樣位於幼发拉底河的河畔，位處敘利亞阿勒颇省薩林西北10公里處，距土耳其邊境約27公里。 
直到2015年2月以前，土耳其政府在新陵寢設有一支小型的儀仗隊。

## 敘利亞內戰期間
在叙利亚内战期間，土耳其總理雷杰普·塔伊普·埃尔多安於2012年8月5日表示：「位於敘利亞的蘇萊曼沙阿陵及其周圍的土地是我國的領土，我們不會忽視任何人對這座紀念建築做出的有害行為，這將被視為對本國國土發動的攻擊...... 」。

### 伊斯蘭國的威脅

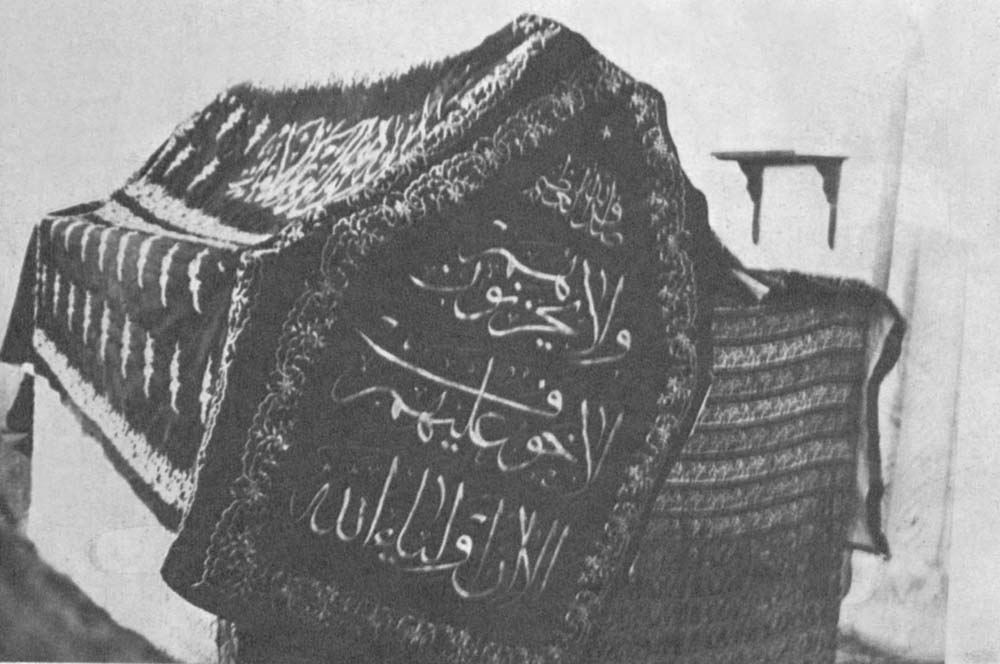
蘇萊曼沙阿的棺木，照片攝於1921年

2014年3月20日，伊斯兰国宣稱除非派駐陵墓的土耳其軍隊在3日內撤離，否則便威脅要攻擊墓地。土耳其政府對此表示不會撤回駐守的衛兵，且將對任何襲擊墓地的行動進行報復。雖然陵寢此後並未遭到伊斯蘭國的攻擊，但出於緊張的局勢，2014年間墳墓的駐軍仍增加到38人。
2014年3月27日，YouTube上發布了一段有關3月13日土耳其外交部長艾哈迈德·达武特奥卢辦公室內錄製的對話，錄音裡的內容顯示達武特奧盧與外交部副部長費里頓·斯尼爾利奧盧，以及當時的參謀總長哈坎·菲丹和副參謀長亞薩爾·古萊爾之間討論有關土耳其可能在3月30日土耳其地方選舉前派兵干預或入侵敘利亞。
達武特奧盧在錄音中說道：「總理埃爾多安認為在目前的緊要關頭下，我們應將這次蘇萊曼沙阿陵可能遭受襲擊的威脅視為機會」，對此哈坎·費丹則回應：「如有必要，我會命令軍隊從土耳其發射導彈攻擊，我們也可以準備派兵前往蘇萊曼沙阿陵作戰」。
2014年6月至9月期間，伴隨摩蘇爾陷落致使伊斯蘭國佔領了土耳其位於摩苏尔的領事館，並擄獲49名土耳其領事館的人員作為人質，有傳言稱土耳其將以撤出蘇萊曼沙阿陵為條件來換取伊斯蘭國釋放人質。
2014年9月30日，土耳其副總理比倫特·阿林奇對外表示伊斯蘭國的武裝分子正朝向蘇萊曼沙阿陵推進。而親政府報紙新黎明報亦在早些時候援引匿名的消息來源，報導大約有1,100 名伊黎伊斯蘭國的武裝分子已包圍住陵墓。然而於10月1日，總理埃爾多安卻又否認伊斯蘭國圍困陵墓的訊息。
2014年10月2日，土耳其議會通過決議，授權土耳其軍隊對伊斯蘭國使用武力，議會在辯論時亦提到蘇萊曼沙阿陵的安全風險日益增加。

### 第二次搬遷
依據半岛电视台的報導，2015年初，陵墓依舊處於被伊斯蘭國包圍的狀態。不過英国广播公司則提到，在2015年1月伊斯蘭國被驅逐出科巴尼以後，库尔德人的人民保護部隊和敘利亞反抗軍實質控制了蘇萊曼沙阿陵周圍的幾座村莊。
2015年2月21日至22日夜間，土耳其政府發動沙阿幼發拉底河行動，土耳其軍隊派出一支由572名士兵和39輛的坦克車以及57輛裝甲車所組成的的車隊經由科巴尼進入敘利亞，土耳其部隊在這次行動中協助38名原本駐守陵墓的衛兵撤離當地，並將蘇萊曼沙阿陵內的蘇萊曼沙阿遺體一同遷移到另一處地點，遺骸被搬至敘利亞境內一處更加靠近土耳其邊境的位置，舊陵墓剩餘的建物則被拆除。另有一名士兵在此次夜間的行動中喪生。
伊斯蘭國並未派員阻止土耳其的軍事行動。一名敘利亞當地的庫爾德官員表示，庫爾德人允許土耳其軍隊越過他們控制的地盤，不過土耳其總理達武特奧盧否認雙方有任何的合作關係。敘利亞庫爾德領導人薩利赫·穆斯林則透露敘利亞的庫爾德人和土耳其部隊在這次的行動中密切合作，庫爾德有關人員偕同安卡拉的高層進行相關行動的規劃與監控，軍事行動順利完成後，敘利亞庫爾德的有關人員才離開安卡拉。在沙阿幼發拉底河行動落幕後，半島電視台報導伊斯蘭國可能已完全掌控原本的舊陵墓與其周圍的土地。
遷陵行動結束後，墓地被搬遷至土耳其控制的疆域內，其位於敘利亞境內的阿什姆村以北，距土耳其尚勒乌尔法省最南端比雷吉克附近的埃什梅村不到2公里。離幼發拉底河以東大約5公里，敘利亞小鎮傑拉布盧斯東北10公里和科巴尼以西22公里的新地點。
土耳其外交部長表示，搬遷只是一項臨時性的措施，並不對陵墓現狀購成任何的改變。敘利亞政府則認為，這次的軍事干預是一次對敘利亞領土的公然侵略，安卡拉當局應對其造成的影響負起全責。
2018年4月2日，土耳其副總理菲克里·伊席克對外表示，陵墓將搬遷回敘利亞北部的原址。